# Csillag Rupert Antal
Csillag Rupert Antal (Győr, 1807. június 10. – 1862. augusztus 5.) bencés rendi tanár.

## Élete
A szerzetbe lépett 1825. október 16.; pappá szentelték 1832. augusztus 28.; azután a komáromi gimnáziumban tanított az 1850-es évek elejéig, mikor nyugalomba vonult. Ezt követően 1856-58-ig tihanyi plébánosként működött.

## Művei
- Némely észrevételek a tudományok hasznáról. A komáromi r. kath. gymnasium Értesítője, 1852